# Hoh-regnskoven
Hoh-regnskoven er en tempereret regnskov på Olympichalvøen i den vestlige del af staten Washington i USA. En strækning på 38 km af regnskoven langs Hoh-floden ligger i Olympic National Park, og denne del af skoven er beskyttet mod kommerciel udnyttelse. Størstedelen af regnskoven, uden for nationalparken, mellem denne og havet, er blevet skovet inden for det seneste århundrede. Olympic National Park er på UNESCO's Verdensarvsliste, ikke mindst på grund af regnskoven.
Hoh-regnskoven udgør kun en lille del af de tempererede regnskove langs Stillehavskysten i det nordvestlige Amerika, en region der også kendes som Pacific Northwest. På den Olympiske Halvø, ligger også Quinault Regnskoven og Queets Regnskoven.
Regnskoven er opkaldt efter Hoh-floden, som på det lokale sprog Quinault hedder Hoxw.

## Klima
Området har tempereret kystklima med milde vintre og forholdsvis kølige somre. Temperaturen i regnskoven kommer sjældent under frysepunktet om vinteren, og vil kun sjældent komme over 27 grader om sommeren. Til gengæld falder der meget nedbør, mest som regn, og det er ofte tåget om sommeren. Den gennemsnitlige årlige nedbørsmængde ligger mellem 3.600 og 4.200 mm. Til sammenligning falder der i Danmark omkring 700 mm årlig nedbør. Mest regn falder der i vintermånederne, med et gennemsnit på 400 mm (Danmark: ca. 55 mm). Om sommeren er der forholdsvist tørt med en gennemsnitslig månedlig nedbørsmængde på 80 mm (Danmark ca. 63 mm). Forår og efterår ligger nedbørsmængden omkring 325 mm pr. måned (i Danmark hhv. 45 mm og 76 mm). I det sene efterår, om vinteren og i det tidlige forår forekommer der ofte oversvømmelser, når Hoh-floden går over sine bredder. Her afsættes nye områder med alluvium, som hurtigt bliver bevokset med Oregon-El. Oversvømmelserne får store træer til at falde i floden, og medvirker derfor til at skabe et dynamisk økosystem med meget varierende habitater.

## Flora
Bevoksningen i regnskoven domineres af Sitka-Gran og Vestamerikansk Hemlock. Begge træer kan blive meget høje, op mod 95 meter og meget tykke (op mod 7 meter i omkreds) under de forhold, som findes i regnskoven. I skoven vokser også Douglasgran, Kæmpe-Thuja (thuja plicata), Kæmpeløn (acer macrophyllum), Oregon-el (alnus rubra), Vin-løn (acer circinatum) og Vestamerikansk Balsampoppel.
- Vestamerikansk Hemlock
- Grøn Douglasgran (kyst-Douglas)
- Kæmpe-Thuja
- Bregner og mos

## Fauna
Skoven er også hjem for en righoldig fauna, blandt andet Stillehavs-træfrø, Nordamerikansk Plettet Ugle, Rødlos, Puma, Vaskebjørn, Amerikansk sortbjørn, Roosevelt Wapiti og Sorthalet Rådyr. Desuden Odder, Springmus og Spidsmus. Desuden adskillige fugle så som Amerikansk sortspætte, Gærdesmutte, Rødhals og Ravn.
- Stillehavs-træfrø
- Banan skovsnegl

## Diverse
I Hoh-regnskoven ligger besøgscenteret Hoh Rain Forest Visitor Center, og tæt ved udgår to små vandreruter; Hall of Mosses (1,8 km) og Spruce Nature Trail (2,3 km). Her ses ud over de meget høje træer også mange varianter af svampe, Ulvefod, mosser og bregner.
Quinault Regnskoven ligger syd for Hoh-regnskoven, i dalen der dannes af Quinault-Floden, og kendes også som Regnskovskæmpernes Dal på grund af de mange, meget høje træer, der findes her. Blandt andet rummer skoven fem af verdens ti højeste Douglasgraner. Desuden findes verdens højeste eksemplarer af Vestamerikansk Hemlock og Kæmpe-Thuja.